# Štrmac
Štrmac (olaszul: Stermazio) falu Horvátországban, Isztria megyében. Közigazgatásilag Sveta Nedeljához tartozik.

## Fekvése
Az Isztriai-félsziget keleti felén, Labintól 3 km-re északra, községközpontjától 2 km-re délre fekvő kis bányásztelepülés.

## Története
A 18. század végén az Isztriával együtt francia megszállás alá került, majd az I. világháború végéig a Habsburg birodalom része volt. A településnek 1880-ban 152, 1910-ben 199 lakosa volt. Bányáját az 1880-as években nyitották és ezzel kapcsolatban új lakóházak, iskola és bolt épültek. A bányát 1955-ben zárták be és elhagyott területén öntödét építettek. Lakói kezdetben mezőgazdasággal, majd bányászattal foglalkoztak. Az első világháború után Olaszország része lett, majd a második világháborút követően Jugoszláviához csatolták. A Štrmac és Dubrova nevű településrésze közötti területen az 1970-es években ipari övezet (Labinprogres) létesült. Jugoszlávia felbomlása után 1991-ben a független Horvátország része lett. 1993-ban a Labini járásból Kršan, Raša és Pićan mellett újra megalakult Sveta Nedelja község, melynek a település is része lett. 2011-ben 439 lakosa volt. Ma Štrmac elsősorban magas víztornyáról nevezetes, mely az egész Labinština területéről jól látható.

## Lakosság
| Lakosság változása | Lakosság változása | Lakosság változása | Lakosság változása | Lakosság változása | Lakosság változása | Lakosság változása | Lakosság változása | Lakosság változása | Lakosság változása | Lakosság változása | Lakosság változása | Lakosság változása | Lakosság változása | Lakosság változása | Lakosság változása |
| ------------------ | ------------------ | ------------------ | ------------------ | ------------------ | ------------------ | ------------------ | ------------------ | ------------------ | ------------------ | ------------------ | ------------------ | ------------------ | ------------------ | ------------------ | ------------------ |
| 1857               | 1869               | 1880               | 1890               | 1900               | 1910               | 1921               | 1931               | 1948               | 1953               | 1961               | 1971               | 1981               | 1991               | 2001               | 2011               |
| 0                  | 0                  | 152                | 151                | 136                | 199                | 0                  | 0                  | 329                | 358                | 352                | 368                | 377                | 447                | 454                | 439                |